# Hermonassa chryserythra
Hermonassa chryserythra là một loài bướm đêm trong họ Noctuidae.